# Cyphomyrmex peltatus
Cyphomyrmex peltatus är en myrart som beskrevs av Kempf 1966. Cyphomyrmex peltatus ingår i släktet Cyphomyrmex och familjen myror. Inga underarter finns listade i Catalogue of Life.